# Lopamudra
Lopamudra (Sânscrito: लोपामुद्रा) foi uma antiga filósofa da Índia. Ela foi mulher do sábio Agastya. Deve-se a ela a disseminação da fama de Lalita sahasranama (Os Mil nomes da Deusa mãe). Ela é também chamada de Kaushitaki e Varaprada; um hino no Rigveda é atribuido a ela.
No Mahabharata (Vana Parva: Tirtha-yatra Parva) há uma menção ao Agastya Rishi fizeram peregrinação no Gangadwara (Haridwar), com a ajuda da mulher, Lopamudra (uma princesa de Vidharba). De acordo com a lenda, Lopamudra foi criada pelo sábio Agastya com a mais graciosas partes de animais tal como os olhos de veado, etc.
O nome Lopamudra significa a perda (lopa) que os animais sofrem por doar suas belezas (mudras). Depois de criá-la, Agastya secretamente introduz Lopamudra ao palácio do rei Vidarbha. Agastya fez Lopamudra com a intenção de casar-se com ela. O rei criou Lopamudra e sua filha. Quando ela creceu, Agastya pediu-a em casamemto; Lopamudra concordou em casar e deixou o palácio do rei para seu ermitério. Contudo, após um tempo, ela se cansou da austeridade de Agastya. Escreveu então um hino pedindo por amor e atenção. O hino fez com que Agastya realizasse o pedido dela. A dupla teve um filho Dridhasyu, que se tornou poeta.
Diz-se hoje em dia que o rio Kaveri é a encaranação de Lopamudra.